# 最後一案 (新世紀福爾摩斯)
〈最後一案〉（英語：The Final Problem）是英國電視劇《新福爾摩斯》第四季的第三集，也是整部影集的完結篇。於2017年1月15日在BBC One、BBC First、美國公共電視、第一頻道和1+1頻道首播。

## 劇情
一個小女孩在飛機上醒來，發現眾人沉睡不醒，她接起一支手機，聽見莫里亞蒂宣布「歡迎來到最後一案」。
延續上集結尾，為了得知華生遇見的尤莉絲·福爾摩斯是否真是自己的妹妹，夏洛克設計了哥哥麥考夫，並讓他因飽受驚嚇而坦誠。在貝克街221號B，麥考夫透露尤莉絲的確是兄弟兩人的親妹妹，她生來便擁有遠遠超過兩兄弟的頭腦，在她幼年縱火燒了福爾摩斯家族的老家後，她被送到精神病院。而在精神病院被縱火燒了，她的父母被告知尤莉絲死了。其實，她被送到位於孤島上的安全設施「薛林佛」嚴加看管。麥考夫聲稱尤莉絲絕不可能逃出離開「薛林佛」。這時突然有架裝載手榴彈的無人機飛進公寓，帶著尤莉絲的歌聲，華生、夏洛克和麥考夫設法從爆炸中逃出，但公寓二樓已毀。
華生和夏洛克挾持了一艘船並潛入薛林佛，夏洛克透過偽裝成獄卒進入尤莉絲的牢房探查她之前如何離開「薛林佛」，而麥考夫與華生則和典獄長碰頭。麥考夫得知典獄長曾違反命令讓尤莉絲單獨與人談話，而夏洛克竟然發現尤莉絲的牢房並沒有囚禁的功能。沒想到尤莉絲已經透過談話洗腦的方式讓典獄長成了她的手下，控制了整個監獄。夏洛克、華生、麥考夫和典獄長四人被關入牢房。
麥考夫透露，自己曾在利用尤莉絲的頭腦解決政府難題時，給她獎勵，包括五年前讓尤莉絲與莫里亞蒂秘密對談五分鐘做為聖誕禮物。兩人一拍即合。尤莉絲向牢房裡的四人播放手機裡困在飛機上小女孩的聲音，也播放各種莫里亞蒂預錄的嘲諷影片，開始要脅夏洛克解決難題，第一個難題是逼迫夏洛克從華生與麥考夫之間選擇一人，讓他殺了典獄長，如有不從便會殺死典獄長的妻子，最後以典獄長自盡，而尤莉絲依然殺死他的妻子收場。第二個難題是給夏洛克一把做為證物的槍、三張照片和三個嫌犯，要他推理一個謀殺案真兇並處決，儘管夏洛克推理正確，但尤莉絲仍舊將三人全處決。
第三個難題是一口寫了「我愛你」的空棺，以及與茉莉·霍珀交談的一通電話，尤莉絲要夏洛克讓茉莉在限時內向夏洛克說出「我愛你」，否則便引爆炸彈殺死茉莉。夏洛克懇求茉莉說出這句話，儘管茉莉因為不願表達真情而反抗，但最後仍妥協說出口。尤莉絲嘲笑夏洛克表示炸彈之事純屬虛構，盛怒的夏洛克砸毀了棺材。第四個難題是逼迫夏洛克選擇殺掉華生和麥考夫其中一人，夏洛克不從並企圖自盡，尤莉絲慌了，急忙向三人發射麻醉針。
夏洛克醒來後發現自己位在自己的老家旁，他與飛機上著急的小女孩通話並嘗試引導她讓飛機著陸。而華生則醒來困在一口井中，他可以與福爾摩斯通話，透露井底有小型的骨頭，尤莉絲要夏洛克解開「紅鬍子」之謎以解救要被水淹沒的華生。夏洛克發現「紅鬍子」並不是「回憶」中的寵物狗，而是他的童年好友維克·崔佛，因為夏洛克總是和他玩在一塊兒、孤單的尤莉絲便殺死他扔進井中。夏洛克透過老家旁的墓碑上所寫的暗碼找到了謎底──尤莉絲的房間，夏洛克在那裡發現孤單無助的尤莉絲，而飛機上的女孩無法著陸其實是尤莉絲扮演表達寂寞的精神隱喻，而她給夏洛克設計的謎題是求助的訊息。之後、華生被救出，而尤莉絲被送回薛林佛。尤莉絲從此不再與人說話了，但夏洛克會去探望她，兩人透過共奏小提琴進行心靈交流。
最後，華生和福爾摩斯重新修繕被毀損的公寓，兩人的冒險也將持續下去。

## 出典
- 這一集的標題引用《福爾摩斯探案》“最後一案”（1893）。有部分情節取材自“墨氏家族的成人禮”（1894）[1]。都有隱藏在看似毫無意義的歌曲中的謎語指向一個堂皇莊園中的一個秘密地點——兩者都導致了一個相當可怕的發現。
- 華生提到東風是引用《最後致意》（1917 年）中，福爾摩斯說：“東風來了，華生」。 Eurus Holmes 的名字 "Eurus" 則是古希臘的東風之神
- 劇中，戒備森嚴以囚禁尤若絲的高等監獄小島「薛林佛」 (英語：Sherringford) ，是原作作者柯南道爾決定福爾摩斯的名字是「夏洛克」 前，暫定的名字[2]。後巴林-古爾德（英语：William S. Baring-Gould）在小說傳記《貝克街的夏洛克·福爾摩斯（英语：Sherlock Holmes of Baker Street）》則寫為福爾摩斯家的長子[3]。
- 尤莉絲給夏洛克第二個三兄弟的難題引用《三名同姓之人探案》。
- 尤莉絲的第三個難題，一口棺材蓋上寫了「我愛你」的空棺，引用《法蘭西斯·卡法克小姐的失蹤》。
- 崔佛 的角色引用《福爾摩斯回憶錄》《榮蘇號》（「格羅里亞斯科特」號三桅帆船，1893 年）。崔佛是福爾摩斯的大學室友，也是在華生之前夏洛克僅有的朋友之一。時序上，榮蘇號是福爾摩斯辦的第一件案子。
- 在故事結尾，房間修繕後，黑板上看到的密碼一取材自《小舞人探案》。
- 在本集最後，夏洛克和約翰從一名為"羅斯本廣場"的建築物 （英語：Rathbone Place）中躍向鏡頭。參考了著名的福爾摩斯演員 貝錫·羅斯本（英語：Basil Rathbone）。貝錫·羅斯本在1940 年代演出的福爾摩斯故事激發了編劇莫法特和加蒂斯他們，開創福爾摩斯改編現代版本[4]。

## 製作
「薛林佛」的場景是在威爾斯、彭布魯克郡、海濱小鎮屯貝、城堡海灘旁的聖凱瑟琳島上的聖凱瑟琳堡拍攝。
音樂家保羅·韋勒在本集快結束(1:27:48)客串演出一個不說話的角色，扮演一個穿著維京人服裝躺在地板上的男人。

## 評價和回響
〈最後一案〉的評價有好有壞。英國《獨立報》的 Sean O'Grady對該集表示讚許、在五顆星的滿分中給了四顆。他表示班尼迪克·康柏拜區和馬丁·費里曼這組搭檔仍舊演出了完美的二重奏，但也建議作品有一些需要再構想的地方。《每日電訊報》的Michael Hogan給了五顆星，他稱讚「有笑有淚的劇情令人目不暇給……這部作品為我們創造了一對更聰明的福爾摩斯與華生」。他還推測該集可能並非劇集的完結篇，因為「它有個明顯令人意猶未盡的結尾」。
然而、〈最後一案〉也得到了很多負面的評論。評論網站《IndieWire》的Kaite Welsh給了 B- 的評分，她表示「史蒂芬·莫法特和馬克·加蒂斯讓福爾摩斯與華生這對一代傳奇結束在哀歌般的第13集，這一集的結尾太過混亂，實在是個恥辱」。《Vox媒體》的 Aja Romano評論這一集「簡直崩潰得一團混亂，邏輯成份寥寥無幾。」Romano認為這集虎頭蛇尾，並批評「簡直就像是另一套故事」。《每日郵報》的Christopher Stevens暨之前給了〈六座柴契爾夫人像〉一顆星的評價後，再給了這集零顆星的低分。他強烈地批判這一集的劇本、認為它糟糕透頂。表示這一集的「案」如同羽毛未全的雛鳥、不自然而且只有大學生水準，還有自我滿足的傾向。
一些評論員提出了劇集中的代表性問題，The Daily Dot的加維亞·貝克-懷特勞稱這一集是電視節目中“最具性別歧視的”，她指出，歐魯斯是一個刻板的女性惡棍，“在19世紀的情節劇中，那種被關在精神病院的瘋女人在每一個盒子裡都打勾”，並且犯罪的動機只是“出於對男性關注的渴望”。